# Premio Vittorini
Il Premio Letterario Nazionale Elio Vittorini è stato istituito per onorare la memoria dello scrittore siciliano Elio Vittorini, organizzato dall'Associazione "Vittorini-Quasimodo". Il premio è sorto nel 1996 ed è assegnato con cadenza annuale. L'Associazione ha sede in Siracusa, attualmente in via Francesco Accolla 46.

## Origini e organizzazione
Il Premio Letterario Nazionale Elio Vittorini è nato nel 1996, ricorrendo il trentesimo della morte dello scrittore, ed è stato regolarmente assegnato sino al 2012. Gli ultimi vincitori sono stati proclamati nel 2013. Fra l'altro, un premio speciale veniva assegnato all’opera prima di uno scrittore esordiente.
Soltanto nel 2020 riprende con una formula nuova: la commissione giudicatrice, valutate una rosa delle opere candidate dalle case editrici (pubblicate tra l'aprile dell'anno precedente e il marzo dell'anno in corso), sceglie a proprio insindacabile giudizio, un solo vincitore. L'assegnazione del Premio prevede la possibilità di determinare vincitori più autori ex aequo.
L’Associazione "Vittorini-Quasimodo" si è legalmente costituita a Siracusa il 20 novembre 2013 ai sensi dell’art. 36 e sg. del Cod. Civ. per volontà dell’editore Arnaldo Lombardi e di un piccolo gruppo di amici.
Il programma denominato “Settimana Vittoriniana”, nata autonomamente nel 2018, segue parallelamente la manifestazione, ripresa dopo la pausa dovuta all’abolizione dell’Ente Provincia.

## I presidenti
Alla presidenza dell’Associazione culturale "Vittorini-Quasimodo" sono stati incaricati: Enzo Papa (dal 2013 ad oggi).

## La giuria
Inizialmente, dal 1996 al 2012, i vincitori erano tre e tra questi una giuria di « Cento lettori », sparsi in tutta Italia, proclamava il vincitore del Superpremio Vittorini. Al posto della giuria è stata costituita una Commissione di valutazione, presieduta dal professore Antonio Di Grado.

## Albo d'Oro
- 1996
  - Andrea Camilleri, Il birraio di Preston (Sellerio)
  - Gustaw Herling-Grudziński, Ritratto veneziano (Feltrinelli)
  - Piero Meldini, L’antidoto della malinconia (Adelphi)
  - Superpremio a Gustaw Herling-Grudziński
- 1997
  - Silvana Grasso, L’albero di Giuda (Einaudi)
  - Manuel Vázquez Montalbán, Il fratellino (Feltrinelli)
  - Claudio Piersanti, Luisa e il silenzio (Feltrinelli)
  - Superpremio a Claudio Piersanti
  - Premio per l’opera a Giuseppe Quatriglio (L’uomo orologio e altre storie, Sellerio)
- 1998
  - Amin Maalouf, Gli scali del levante (Bompiani)
  - Gianni Riotta, Il principe delle nuvole (Rizzoli)
  - Turi Vasile, Male non fare (Sellerio)
  - Superpremio a Amin Maalouf
  - Premio per l’opera prima a Alessandro Boffa (Sei una bestia, Viscovitz, Quodlibet)
- 1999
  - Luisa Adorno, Sebben che siamo donne (Sellerio)
  - Maria Corti, Catasto magico (Einaudi)
  - Giuseppe Montesano, Nel corpo di Napoli (Mondadori)
  - Superpremio a Giuseppe Montesano
  - Premio per gli studi umanistici a Sandro Onofri
- 2000
  - Michele Mari, Rondini sul filo (Mondadori)
  - Melania G. Mazzucco, Lei così amata (Einaudi)
  - Nico Orengo, L’ospite celeste (Einaudi)
  - Superpremio a Melania G. Mazzucco
  - Premio allo scrittore straniero a Carme Riera Guilera
- 2001
  - Niccolò Ammaniti, Io non ho paura (Einaudi)
  - Silvana La Spina, La creata Antonia (Mondadori)
  - Laura Pariani, La foto di Orta (Interlinea)
  - Superpremio a Niccolò Ammaniti
  - Premio alle riviste in ex aequo a «Stilos» e «Leggendaria»
- 2002
  - Alessandra Lavagnino, Le bibliotecarie di Alessandria (Sellerio)
  - Gianni e Orietta Guaita, Isola perduta (Rizzoli)
  - Fleur Jaeggy, Proleterka (Adelphi)
  - Super Premio a Gianni e Orietta Guaita
  - Premio speciale della Giuria a Gianni Scalia per la rivista «In forma di parole»
- 2003
  - Giuseppe Bonaviri, Il vicolo blu (Sellerio)
  - Pino Di Silvestro, La fuga e la sosta. Caravaggio a Siracusa (Rizzoli)
  - Simona Vinci, Come prima delle Madri  (Einaudi)
  - Premio speciale per la traduzione a Antonio Prete (I fiori del male, Feltrinelli)
- 2004
  - Laura Bocci, Di seconda mano (DMG)
  - Paolo Di Stefano, Tutti contenti (Feltrinelli)
  - Gian Mario Villalta, Tuo figlio (Mondadori)
  - Superpremio a Paolo Di Stefano
  - Premio per l’opera prima a Vanessa Ambrosecchio (Cico c’è, Einaudi)
- 2005
  - Giovanni Maria Bellu, I fantasmi di Portopalo (Mondadori)
  - Roberto Alajmo, È stato il figlio  (Mondadori)
  - Filippo Tuena, Le variazioni Reinach (Rizzoli)
  - Superpremio a Roberto Alajmo
  - Premio per l’opera prima a Lorenzo Vecchio (Mia madre non chiude mai, A & B)
- 2006
  - Roselina Salemi, Il nome di Marina (Rizzoli)
  - Carmine Abate, Il mosaico del tempo grande (Mondadori)
  - Amineh Pakravan, Il libraio di Amsterdam (Marsilio)
  - Superpremio a Roselina Salemi
  - Premio per l’opera prima in ex aequo a Salvatore Scalia (La punizione) e a Ornela Vorpsi (Il paese dove non si muore mai, Einaudi)
- 2007 
  - Maria Attanasio, Il falsario di Caltagirone (Sellerio)
  - Lorenzo Mondo, Quell’antico ragazzo (Rizzoli)
  - Bijan Zarmandili, L’estate è crudele (Feltrinelli)
  - Superpremio a Maria Attanasio
  - Premio per l’opera prima a Fabio Stassi (Fumisteria, GBM)
- 2008
  - Giuseppe Montesano, Il ribelle in guanti rosa: Charles Baudelaire (Mondadori)
  - Cristina Ali Farah, Madre piccola (Frassinelli)
  - Andrej Longo, Dieci (Adelphi)
  - Premio per l’opera prima a Giovanni Montanaro (La croce Honninfjord, Marsilio)
- 2009
  - Francesco Durante, Scuorno (Mondadori)
  - Letizia Muratori, La casa madre (Adelphi)
  - Emma Dante, Via Castellana Bandiera (Rizzoli)
  - Superpremio a Emma Dante
  - Premio per l’opera prima a Simona Lo Iacono (Tu non dici parole, Perrone)
- 2010
  - Nicola Lagioia, Riportando tutto a casa (Einaudi)
  - Paolo Sorrentino, Hanno tutti ragione (Feltrinelli)
  - Nino Vetri, Lume Lume (Sellerio)
  - Superpremio a Nicola Lagioia
  - Premio per l’opera prima a Giulia Villoresi (La Panzanella, Feltrinelli)
- 2011
  - Giuseppe Lupo, L'ultima sposa di Palmira (Marsilio)
  - Fausta Garavini, Diario delle solitudini (Bompiani)
  - Ruggero Cappuccio, Fuoco su Napoli (Feltrinelli)
  - Superpremio a Ruggero Cappuccio
  - Premio per l’opera prima a Barbara Di Gregorio (Le giostre sono per gli scemi, Rizzoli)
- 2012
  - Paolo Di Paolo, Dove eravate tutti (Feltrinelli)
  - Valeria Parrella, Lettera di dimissioni (Einaudi)
  - Pietrangelo Buttafuoco, Il lupo e la luna (Bompiani)
  - Superpremio a Paolo Di Paolo
  - Premio per l’opera prima a Roberto Andò (Il trono vuoto, Bompiani)
- 2013
  - (N.B.: Per l’edizione di quest’anno, l’ultima organizzata dalla Provincia Regionale di Siracusa,  la Commissione giudicatrice designò i seguenti vincitori, ma il premio non venne mai assegnato[6].)
  - Chiara Gamberale, Quattro etti d’amore, grazie (Mondadori)
  - Massimo Maugeri, Trinacria Park (Edizioni E/O)
  - Paola Mastrocola, Non so niente di te (Einaudi)
  - Premio per l’opera prima a Titti Marrone (Il tessitore di vite, Mondadori)
- 2020 
  - Premio Vittorini 2020 a Marta Barone, Città sommersa (Bompiani)
  - Premio per l’editoria indipendente «Arnaldo Lombardi» alla casa editrice "Le Farfalle" di Valverde (Catania)
  - Riconoscimento speciale alla casa editrice Sampognaro&Pupi per il progetto "Serafiche Frequenze"
- 2021 (XX edizione)
  - Premio Vittorini 2021 a Antonella Lattanzi, Questo giorno che incombe (HarperCollins)
  - Premio per l’editoria indipendente «Arnaldo Lombardi» alla casa editrice "Algra" di Catania
- 2022 (XXI edizione)
  - Premio Vittorini 2022 a Nadia Terranova, Trema la notte (Einaudi)
  - Premio per l’editoria indipendente «Arnaldo Lombardi» alla casa editrice "Cavallotto" di Catania
- 2023 (XXII edizione)
  - Premio Vittorini 2023 a Maria Grazia Calandrone, Dove non mi hai portata (Einaudi)
  - Premio per l’editoria indipendente «Arnaldo Lombardi» alla casa editrice "Le Fate" di Ragusa
  - Menzione speciale della Commissione di valutazione a Veronica Tomassini (L’Inganno, la nave di Teseo)
- 2024 (XXIII edizione)
  - Premio Vittorini 2024 a Simona Lo Iacono[7], Virdimura (Guanda)
  - Premio per l’editoria indipendente «Arnaldo Lombardi» alla casa editrice "Lussografica" di Caltanissetta

## Curiosità
Dieci cerimonie del Premio furono presentate dal compianto Fabrizio Frizzi.